# Arcidiecéze albijsko-castresko-lavaurská
Arcidiecéze Albi, Castres a Lavaur (lat. Archidioecesis Albiensis (-Castrensis-Vauriensis), franc. Archidiocèse d'Albi, Castres et Lavaur) je francouzská římskokatolická arcidiecéze. Leží na území departementu Tarn, jehož hranice přesně kopíruje. Sídlo arcibiskupství i katedrála svaté Cecilie se nachází ve městě Albi. Arcidiecéze je součástí toulouské církevní provincie.
Od 2. února 2011 je arcibiskupem z Albi Mons. Jean Legrez.

## Historie
Biskupství bylo v Albi založeno v průběhu 3. století.
Biskupství v Castres zřízeno 11. července 1317 papežem Janem XXII. vydělením z diecéze Albi.
Dne 3. října 1678 byla diecéze Albi povýšena na arcidiecézi.
V důsledku konkordátu z roku 1801 bylo 29. listopadu 1801 bulou papeže Pia VII. Qui Christi Domini zrušeno velké množství francouzských diecézí, mezi nimi také diecéze Castres, její území bylo včleněno do arcidiecéze Albi; k témuž datu však byla zrušena i arcidiecéze Albi, jejíž území bylo včleněno do montpellierská diecéze (dnešní arcidiecéze). Arcidiecéze Albi byla obnovena bulou Paternae caritatis 6. října 1822.
K 17. únoru 1922 byl změněn název arcidiecéze na Albi, Castres a Lavaur.
Od 8. prosince 2002 je arcidiecéze Albi sufragánem toulouské arcidiecéze; do té doby byla metropolitní arcidiecézí.